# Enrique Iglesias (Politiker)

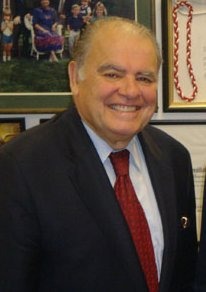
Enrique V. García

Enrique Valentín Iglesias García [enˈrike iˈɣlesi̯as] (* 30. März 1930 in  Arancedo, Spanien) ist ein uruguayischer Nationalökonom und Politiker spanischer Herkunft.

## Biographie und Karriere
Iglesias, der zwischenzeitlich die uruguayische Staatsangehörigkeit erhielt, schloss erfolgreich ein Wirtschafts- und Verwaltungs-Studium in Montevideo ab. Dieses Studium vertiefte er sodann in den USA und Frankreich. Von 1952 bis 1967 dozierte er am Instituto de Estudios Económicos des Lehrstuhls für Wirtschaftsentwicklung an der Universität in Montevideo. Begleitend war er von 1961 bis 1965 technischer Direktor des Oficina Nacional de Planeamiento del Uruguay.
Iglesias, der der Partido Nacional angehört, war sodann von 1967 bis 1968 Präsident der Banco Central del Uruguay. Ferner hatte er von 1972 bis 1985 die Position des Exekutivsekretärs in der Wirtschaftskommission für Lateinamerika und die Karibik (CEPAL) inne. Von 1985 bis 1988 bekleidete er das Amt des Außenministers von Uruguay und von 1988 bis 2005 leitete er als Präsident die Interamerikanische Entwicklungsbank. Seit 2005 ist er Generalsekretär des Iberoamerikanischen Bündnisses.

## Auszeichnungen
- Prinz-von-Asturien-Preis
- Hijo predilecto von Asturien
- Hijo predilecto von Oviedo

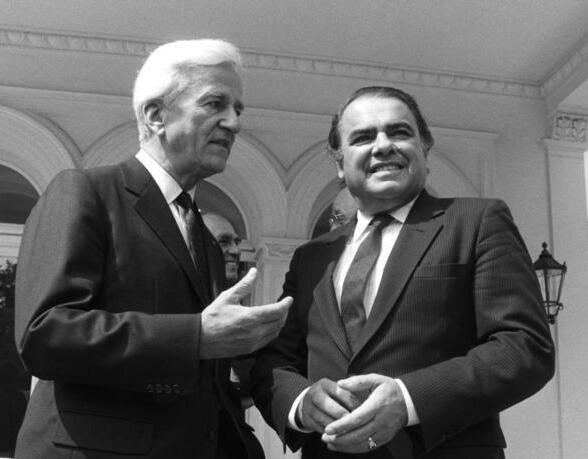
Iglesias mit Bundespräsident Richard von Weizsäcker, 1987

Wappen Iglesias’ als Ritter des Ordens vom Goldenen Vlies (Spanien)

- Rio-Branco-Orden, Großkreuz, Brasilien
- Nationaler Orden vom Kreuz des Südens, Großkreuz, Brasilien
- Orden Nacional Juan Mora Fernández, Großkreuz mit Silberstern, Costa Rica
- Mitglied der Ehrenlegion, Frankreich
- Orden de Isabel la Católica, Großkreuz, Spanien
- Ordre des Arts et des Lettres, Frankreich
- Notre-Dame-Prize, verliehen von der University of Notre Dame in South Bend, Indiana, USA
- International Order of Merit, verliehen von der Stadt New Orleans, USA
- Orden vom Goldenen Vlies, Spanien
- Ehrendoktor der Universität Utrecht (2003)[4]

## Sonstiges
- Iglesias leitete die von Kofi Annan einberufene Arbeitsgruppe zur Reformierung der Vereinten Nationen.
- Iglesias ist Mitglied im Club of Rome.
- Iglesias hat zwei Staatsbürgerschaften: Er besitzt sowohl einen uruguayischen als auch einen spanischen Pass.